# TRT 3
TRT 3 – turecki kanał telewizyjny. Został uruchomiony w 1986 roku.